# Deuteren
Deuteren is een buurtschap  en een wijk van 28 ha in 's-Hertogenbosch, in de Nederlandse provincie Noord-Brabant. De wijk is gelegen ten noorden van de Vlijmenseweg. Ten zuiden van de Vlijmenseweg is een gehucht met dezelfde naam, gekend als Oud-Deuteren, aan de Deutersestraat. Deuteren behoorde oorspronkelijk tot de voormalige gemeente Cromvoirt. Door de opheffing van de gemeente Cromvoirt in 1933 kwam een deel van die gemeente bij Vught en het deel ten noorden van de Langstraatspoorlijn (oude spoorlijn van Lage Zwaluwe naar 's-Hertogenbosch) bij 's-Hertogenbosch.
Dat Deuteren ooit een hoger gelegen moerasterp was is nog te merken wanneer men vanaf de Hoeflaan, Boschmeersingel of Simon Stevinweg komt aanrijden.
In Deuteren ligt het Jeroen Boschziekenhuis. Langs Deuteren is de randweg verlengd naar knooppunt Vught.
Bij Deuteren lag in 1629 het Kwartier van Rees. Dit kwartier werd aangelegd bij het Beleg van 's-Hertogenbosch. Dit kwartier werd aangelegd aan de Circumvallatielinie die hier de bijnaam Hollandse Dijk kreeg.
Ook kende Deuteren een kapel die er in ieder geval tussen 1491 en 1603 moet hebben gestaan.

## Etymologie
In de tijd van de Tachtigjarige Oorlog werd Deuteren geschreven als Dueteren, of d'Uteren. Dat zou iets kunnen betekenen als "de uiterwaarden". Dat de naam Deuteren een verbastering zou zijn uit de Franse Tijd ('deux terrains'; namelijk links en rechts van de oude dijk naar Vlijmen) is een fabel.